# 梁天 (香港)
梁天（英語：Leung Tin，1932年12月—2020年3月22日），原名梁乃輝，生于香港，香港男性甘草演員及電視劇監製，曾在無綫電視及亞洲電視擔任演員、編導及監製、報幕員。

## 生平
梁天早年于澳門綠邨電台任職播音員，兼參與話劇演出。後轉至香港發展，曾於青年會話劇社在女同學介紹下認識鍾景輝。1968年，獲鍾景輝聘請而加入無綫電視成為基本藝員，在劇中演繹反派角色極為傳神，代表作有《梁天來》的凌宗孔，以及《秋海棠》的秋海棠。1970年代，梁天開始涉足幕后工作，擔任《大江東去》、《亂世兒女》等劇的編導工作。他有感當時電視台欠缺演員，向無綫電視戲劇組鍾景輝建議開設藝員訓練班，藝訓班於是成為了日後天王巨星的搖籃，培養出眾多演員。1975年，梁天轉投麗的電視，繼續從事演員及幕后工作，并於1981年擔任《IQ成熟時》監製，該劇為麗的電視全盛時期經典青春劇。麗的電視易名為亞洲電視後，梁天成為戲劇製作總監。
1984年，梁天離開亞洲電視，其後轉往新加坡發展。1990年代中期，梁天重返亞洲電視，參與《97變色龍》、《包青天》等劇的製作工作。1998年，封小平入主亞洲電視後，對戲劇製作部人員進行裁員行動，梁天亦遭到解僱。進入2000年代，梁天淡出影视圈，偶尔以嘉賓身份亮相電視節目，以及客串演出電影、舞台劇。梁天晚年患有嚴重腦退化症，2020年3月22日於伊利沙伯醫院離世，享年87歲。

## 演出作品

### 電視劇（無綫電視）
- 1968年 夢斷情天
- 1969年 法網難逃（單元劇）
- 1970年 少奶奶的扇子
  - 三個演員及他們的戲
  - 清宮怨
  - 刻薄成家
  - 小城風光
- 1971年 巡按使
  - 詩禮傳家
  - 西施
  - 家
  - 鍍金世界
  - 雷雨
- 1972年 油漆未乾
  - 文天祥
  - 我愛夏日長
  - 歧途（單元劇）
  - 武則天
  - 一家之主
  - 不速之客
  - 良友三部曲
  - 琉璃世界（單元劇）
  - 紫薇園的秋天
  - 夢影
  - 紫薇園的春天
  - 萬世師表
- 1973年 智多星
  - 劊子手
  - 正在想
  - 水落石出
  - 意料之外
- 1974年 天作之合
  - 吳園柳莊
  - 職業殺手
  - 秋海棠
  - 永恆的春天
  - 楊乃武與小白菜
  - 豹子頭林沖
  - 梁天來 飾 凌宗孔
- 1975年 洛神 飾 曹丕
  - 清宮殘夢 飾 李蓮英

### 電視劇（麗的電視／亞洲電視）
- 1975年 子夜
  - 十大騙案（單元劇）
- 1976年 三國春秋 飾 曹操
- 1977年 七武器之多情環 飾 葛停香
  - 七武器之拳頭 飾 常無意
  - 三少爺的劍 飾 燕父
- 1978年 追族 飾 雍伯謙
  - 危險人物 飾 湯Sir
  - 浣花洗劍錄 飾 火魔神
- 1979年 沈勝衣·白蜘蛛 飾 周士心
  - 沈勝衣·無雙譜 飾 風入松
  - 天蠶變 飾 寒潭老怪
  - 奇女子 飾 吳世雄
  - 俠盜風流 飾 碧玉魔丐
  - 新變色龍 飾 曾世藩
- 1980年 風塵淚 飾 李德裕
  - 彩雲深處 飾 聶楓
- 1981年 少年黃飛鴻 飾 李蓮英
  - 伏虎 飾 葉尚青
- 1982年 火星撞地球 飾 心理醫生
- 1983年 再向虎山行 飾 卜老頭
  - 劍仙李白 飾 高力士
- 1995年 新包青天·審御貓 飾 顔君山
  - 新包青天·英烈千秋 飾 楊軒
- 1998年 我和殭屍有個約會 飾 初春之父

### 電視劇（其它）
- 1981年 廉政先鋒-富貴浮雲 飾 盧華琛 William（廉政公署）
- 1993年 一屋两妻三层楼 飾 李莲英[5]（新加坡新傳媒8頻道）
- 1999年 完全學生手冊-校規十誡 飾 訓導主任 王老師（香港電台）
- 2005年 舞出彩虹 飾 陳聲（新加坡新傳媒8頻道）
- 2013年 申訴 飾 楚雲叔（香港電台）

### 電影
- 1973年 碼頭大決鬥
  - 男子漢
  - 七十二家房客
  - 追殺 飾 譚隆
- 1974年 福建少林拳
  - 多咀街
  - 聲色犬馬
  - 太平山下
  - 香港七三
  - 大鄉里八面威風
  - 龍虎灘
  - 街知巷聞
  - 唐山猛虎
  - 至尊寶
- 1975年 扭計祖宗陳夢吉
  - 老夫子
  - 三笑姻緣
  - 陳夢吉計破脂粉陣
  - 七彩滿天神佛
  - 蠱惑佬尋春
- 1976年 失魂炳與綽頭王
  - 星座奇趣錄
- 1977年 扭計三星
  - 亂龍搏懵
- 1979年 倫文敘智鬥柳先開
  - 梁天來
- 1980年 萬人斬
- 1981年 千門八將
- 1983年 星際鈍胎
- 1990年 老店 飾 葛三
- 1991年 千王1991 飾 龍在天
- 1995年 過年 飾 程勇
- 2001年 聊齋新誌
- 2002年 異度空間 飾 院長
  - 男人四十 飾 校長
- 2007年 戲王之王
- 2011年 桃姐 飾 老人院院友

### 電視節目
- 雙星報喜
- 2007年 電視風雲50年 第16集
- 2011年 亞視經典劇集話當年
- 2012年 亞視百人

### 廣播劇（香港電台）
- 1999年 中華五千年 869集. 上海打虎 飾 翁文灝
- 2000年 鹿鼎記 飾 吳三桂

### 舞台劇
- 2001年 天下第一樓 飾 修鼎新
- 2001年 [聊齋新誌] 飾 丹陽道長

## 幕後作品

### 編導（無綫電視）
- 1973年 煙雨濛濛
  - 大江東去
  - 亂世兒女
- 1974年 民間傳奇多個單元
  - 烏龍劍客
  - 梁天來
- 1975年 紅樓夢

### 編導（麗的電視）
- 1977年 三少爺的劍
- 1978年 十二生肖
  - 郎心如鐵
- 1979年 怒劍鳴
- 1980年 大地恩情

### 監製（麗的電視 ／ 亞洲電視）
- 1978年 郎心如鐵
- 1981年 珠海梟雄
  - IQ成熟時
  - 出線
  - 蕩寇誌
- 1982年 火星撞地球
  - 風塵三奇俠
  - 家春秋
  - 家姐、細佬、飛髮鋪
- 1983年 八美圖
  - 劍仙李白
  - 橄欖樹
- 1984年 琴劍恩仇
- 1995年 新包青天
- 1996年 坊間傳奇（海發劇）
- 1997年 97變色龍
  - 我來自潮州
- 1998年 我和殭屍有個約會
- 2000年 曲終情未了

### 監製（電影）
- 1994年 天生膽小

## 外部連結
- 梁天在互联网电影资料库（IMDb）上的資料（英文）（英文）
- 在AllMovie上梁天的頁面（英文）
- 梁天在香港影庫上的簡介
- 梁天在豆瓣上的资料（简体中文）
- 梁天在时光网上的簡介（简体中文）
- YouTube上的《亞視百人》第51集 - 梁天｜ATV 100 Celebrities Ep51｜ATV
- 土豆網上的「《電視風雲50年》演技派」
- 土豆網上的「亞視經典劇集話當年」